# Cratere Carrington
Carrington  è il nome di un cratere lunare da impatto intitolato all'astronomo inglese Richard Christopher Carrington; tale formazione si trova nella parte nordorientale dell'emisfero lunare sempre visibile da Terra, a nord-est del cratere Schumacher, in una striscia di terreno accidentato delimitata da due mari lunari, il Lacus Temporis (a nord-ovest) ed il piccolo Lacus Spei (ad est). A nord-est di 'Carrington' si trova invece il cratere Mercurius.
Il bordo di questo cratere è privo di caratteristiche salienti, con una minuscola protrusione a nord, dall'aspetto a goccia. Il pianoro interno è livellato e a sua volta privo di asperità.